# 898
Năm 898 là một năm trong lịch Julius.

## Sinh
- Ngô Quyền, vua nhà Ngô (Việt Nam) (m. 944)